# Adriano Bee
Adriano Bee (Lamon, 5 agosto 1952) è un ex bobbista ed ex rugbista a 15 italiano.

## Biografia
Fratello dello scalatore Riccardo Bee (1947-1982), si dedicò all'alpinismo fin da giovane.
Partecipò con la Nazionale di bob dell'Italia alle Olimpiadi di Innsbruck 1976, classificandosi al 12º posto nella gara di bob a quattro insieme a Giorgio Alverà come pilota, Francesco Butteri e Piero Vegnuti con il tempo totale di 3'45"87, appena dietro all'altro equipaggio italiano di Nevio De Zordo, Ezio Fiori, Roberto Porzia e Lino Benoni.
Fu tra i giocatori che, dopo sette anni di interruzione, rifondarono il Rugby Belluno e che nella stagione sportiva 1970-1971 conquistarono la promozione in Serie C. Mediano d'apertura, in seguito divenne allenatore della squadra e nel 1983 ottenne la promozione in serie B.

## Opere
- Mario Gaspari e Adriano Bee, Il bob: evoluzione, tecnica, personaggi, Belluno, Piave, 1979, SBN SBL0345168.